# Chendynastin
Chendynastin (陈朝; Chén Cháo) var en historisk kinesisk stat år 557 till 589, och den sista av de södra dynastierna under perioden De sydliga och nordliga dynastierna. Dynastin grundades av Chen Baxian (Chen Wudi) som 557 avsatte Liangdynastins sista kejsare.
Chendynastin gjorde inga stora ekonomiska framsteg och var militärt hotad både från Västra Liang, Norra Zhoudynastin och Norra Qidynastin.
Chendynastin, och de södra dynastierna, upphörde 589 efter att huvudstaden blivit erövrad av Suidynastin.

## Regentlängd
| Nr | Postumt namn                | Tempelnamn   | Regeringstid | Personnamn         | Regeringsperiod                         | Not                                         |
| -- | --------------------------- | ------------ | ------------ | ------------------ | --------------------------------------- | ------------------------------------------- |
| 1  | Chen Wudi 陳武帝            | Gaozu 高祖   | 557 ↓ 559    | Chen Baxian 陳霸先 | TYongding 永定 557–559                  | dynastins grundare                          |
| 2  | Chen Wendi 陳文帝           | Shizu 世祖   | 559 ↓ 566    | Chen Qian 陳蒨     | Tianjia 天嘉 560–565 Tiankang 天康 566  | brorson till Chen Wudi.                     |
| 3  | Prinsen ov Linhai 臨海王    |              | 566 ↓ 568    | Chen Bozong 陳伯宗 | Guangda 光大 567–568                    | "Den avsatta kejsaren" son till Chen Wendi. |
| 4  | Chen Xuandi' 陳宣帝         | Gaozong 高宗 | 569 ↓ 582    | Chen Xu 陳頊       | Taijian 太建569–582                     | bror till Chen Wendi.                       |
| 5  | Hertig av Changcheng 長城公 |              | 582 ↓ 589    | Chen Shubao 陳叔寶 | Zhide 至德 583–586 Zhenming 禎明 587–89 | son till Chen Xuandi.                       |